# Южный обход Калуги
Южный обход Калуги  — автомобильная дорога , позволяющая транзитному автотранспорту совершать обход Калуги с юга, на участке Секиотово — Анненки. Она соединила Калугу с федеральной трассой М-3 «Украина», а также дороги орловского, тульского и рязанского направлений.
Дорогу сдана в эксплуатацию 9 декабря 2018 года.

## Характеристики
Протяженность дороги составляет 21 километр.
- Южный обход Калуги на всём своём протяжении имеет четыре полосы движения[1].
- Мост через Оку.
- Установлено 1500 светодиодных светильников.

До 80 % транспорта, который вынужденно проходил через Калугу, уйдёт на эту трассу. Это более 7 млн тонн грузов.

## История
- Стройка стартовала 18 августа 2015 года.
- Южный обход Калуги открыт 9 декабря 2018 года[1].

### Стоимость
- Государственной казне строительство обошлась в сумму 11 млрд. 422 млн рублей.

### Строительство
- Мост через Оку протяжённостью 649 метров:
  - Он располагается на подтопляемой территории, это потребовало устройства насыпи высотой 15 метров и дополнительного укрепления её бетоном.
  - Монтаж моста осуществлялся методом «надвижки» более 5 тыс. тонн металла.
- Был закопан овраг глубиной 26 метров; на его засыпку ушло большое количество инертных материалов: только песка уложено порядка 400 тыс. кубометров[1].

### Перспективы
Реализация проекта позволит создать в будущем кольцевую автомобильную дорогу вокруг Калуги; её протяженность будет 83,7 километра; с интенсивностью транспортного потока до 40 000 автомобилей в сутки.